# Dutch Single Top 100
The Dutch Single Top 100 або Single Top 100 — це голландський чарт, заснований 1969 року на офіційних фізичних продажах одиночних мультфільмів, легальних завантаженнях, а з липня 2013 року транслюється та складається Dutch Charts. Це один із трьох офіційних хіт-парадів, а два інші — Dutch Top 40 і Mega Top 30. Різниця в тому, що ці хіт-паради також містять дані про трансляцію. Список особливо призначений для музичної індустрії та тих, хто цікавиться чартами. У телевізійних програмах Нідерландів часто цитується Single Top 100, хоча він не транслювався з грудня 2006 року.

## Історія
Попередник Single Top 100 розпочався 23 травня 1969 року як Hilversum 3 Top 30. Спочатку він транслювався VPRO, а з грудня 1970 року – NOS. Його представив Віллем ван Кутен. У 1971 році Фелікс Мердерс вів радіошоу. Він перейменував його в Daverende Dertig. У червні 1974 року Nationale Hitparade став офіційним чартом Hilversum 3. Він входив до топ-30, поки кількість записів не було збільшено до 50 у червні 1978 року. TROS перебрав програму в 1985 році. Телевізійна програма TopPop популярної музики AVRO використовувала з 1974 по 1978 рік і з 1981 по 1986 рік. Nationale Hitparade став топ-100 у 1987 році. У лютому 1993 року за ним послідував Mega Top 50, а в 1997 році — Mega Top 100.
У січні 2003 року Music & Media повідомили, що, незважаючи на те, що позиції з 1 по 50 у Мега Топ-100 залишаться на основі продажів, позиції з 51 по 100 відображатимуть комбінацію даних про продажі та радіоротацію. Проте з травня 2004 року голландський Single Top 100 відокремився, щоб залишитися як чарт на основі продажів, і його не слід змішувати з поточним 3FM Mega Top 50, який є іншим чартом, який у 2004 році відокремився, щоб включати дані про відтворення в ефірі та не бути виключно на основі продажів релізів.
Протягом багатьох років діаграма мала кілька назв і довжин:
- 1969–1974: Hilversum 3 Top 30 (з 2 квітня 1971: Daverende 30)
- 1974–1993: Національний хіт-парад
- 1974–1978 в топ-30
- 1978–1987 топ-50
- 1987–1989 Nationale Hitparade Top 100
- 1989–1993 Nationale Top 100[5]
- 1993–1997: Мега Топ-50
- 1997–2004: Мега Топ-100
- 2004–дотепер: Mega Top 50/Single Top 100 (Mega Top 50 на 3FM (до Hilversum 3), Single Top 100 лише в Інтернеті)

У Single Top 100 і його попередниках ніколи не було правил, які б заважали релізам підніматися в чарті після падіння. Повторні входи відбуваються часто. Першою платівкою, яка знову піднялася на перше місце, стала Soley Soley від Middle Of The Road наприкінці 1971 року. Geef mij je angst Гууса Меувіса (2005) і 4 Minutes Мадонни за участю Джастіна Тімберлейка та Timbaland (2008) піднялися втричі до номер один. Blijf bij mij Андре Газеса та Джерарда Джолінга навіть 4 рази піднімався на першу позицію у 2007 році.

## Річні чарти
Річні хіт-паради Single Top 100 і попередників були складені з 1970 по 1978 рік шляхом додавання балів. З 1978 року їх збирали на основі продажів платівок.